# Dream Boy (película)
Dream Boy (en español: El soñador) es una película dramática estadounidense de estilo gótico sureño de 2008, basada en la novela homónima de 1995, escrita por Jim Grimsley.
La película fue escrita y dirigida por James Bolton, y trata sobre dos adolescentes homosexuales que se enamoran en el sur rural de Estados Unidos, a fines de la década de 1970. Está protagonizada por Stephan Bender y Max Roeg.

## Argumento
Nathan Davies (Stephan Bender), un muchacho de quince años, se muda a St. Francisville, Louisiana, una pequeña ciudad del sur con sus padres (Thomas Jay Ryan y Diana Scarwid). Al llegar a la localidad, comienza a hacerse amigo de su vecino, Roy (Maximillian Roeg) un estudiante de secundaria y conductor de autobús, que está en una relación con Evelyn (Rooney Mara). Nathan y Roy comienzan a desarrollar su relación ayudándose mutuamente con las tareas escolares en la casa de Nathan. Mientras Roy le enseña a Nathan a resolver un problema de álgebra, Nathan le toca la mano. Roy se aleja al principio, pero luego toma la mano de Nathan.
Después de terminar su trabajo, los chicos salen a caminar por el bosque y encuentran un antiguo cementerio, donde se detienen y comienzan a besarse. Se desnudan hasta quedar todo menos calcetines y ropa interior, y se acuestan juntos en el suelo, abrazándose. Más adelante, se revela que la relación entre Nathan y su padre es un poco extraña y llena de tensión. Una mañana, Roy conduce el autobús llevando solo a Nathan, el cual detiene en una parte del bosque. Ambos se besan, elevando la intensidad al punto de que Nathan toca a Roy. Roy pregunta si Nathan ha hecho esto con alguien antes, y él promete que nunca lo ha hecho. Roy lleva a Nathan a nadar con sus dos amigos, Burke y Randy, pero Nathan admite que no sabe nadar. Mientras observa a Roy, Burke amenaza a Nathan con tirarlo al agua, pero Roy lo detiene. Luego de dejar a Burke y Randy en sus casas Roy, que se quedó solo con Nathan, se detiene al costado de la carretera y comienzan a besarse. Cuando Nathan comienza a tener relaciones sexuales con Roy, Roy lo detiene enojado y le pregunta que "quién le enseñó [a él] a follar así". Nathan jura "nadie".
Cuando Nathan llega a casa esa noche, su padre quiere saber si "la pasó bien". Nathan está al borde de las lágrimas cuando responde a su padre. Ata una cuerda al cajón de la cómoda y al poste de la cama, mete las almohadas debajo de las sábanas y se va al suelo a dormir. En la noche escucha un ruido sordo y sale corriendo de su habitación, porque es su padre quien se estaba escabullendo. Más tarde se revela que su padre, en el pasado, le había realizado tocamientos indebidos. Nathan duerme afuera y regresa a casa solo para comer, pero regresa a su árbol afuera después de hacerlo.
Roy lo encuentra y le ofrece un lugar para dormir en el granero de su familia. A la mañana siguiente, Nathan va a casa a desayunar y su padre lo atrapa y le grita que no huya de él, pero la madre de Nathan lo interrumpe y él corre hacia el autobús escolar. Más tarde, Roy le dice a Nathan que irán a acampar con Burke y Randy ese fin de semana. Esa noche, Roy cuenta historias de fantasmas alrededor de la fogata, y en su tienda, Nathan le hace sexo oral a Roy, y Roy le pregunta si le importa que Roy no le haga lo mismo, y Nathan dice que no le importa. Caminando por el bosque, los chicos encuentran la antigua casa de una plantación. Entran para investigar y Nathan escucha una extraña voz que lo llama por su nombre, parecida a la de su padre. Luego encuentran una tela con lo que parece ser sangre, y huelen a azufre (que Nathan dice que es el olor del diablo), a la vez que todos ven una sombra que sube las escaleras.
Burke le quita la linterna a Roy y va a investigar con Randy. Roy y Nathan van a un dormitorio y hablan, y Nathan le dice que tiene el presentimiento de que nunca saldrá de esa casa. Oye la voz de nuevo y Roy va a ver si los chicos están de vuelta. Nathan ve lo que parece ser la figura de su padre y cierra los ojos con fuerza, cuando Roy entra de nuevo en la habitación. Le dice a Nathan que ya no mire lo que sea que esté viendo y lo besa. Roy se arrodilla y procede a hacerle sexo oral a Nathan, cuando Burke y Randy los encuentran. Roy sale corriendo de la habitación, y Nathan vuelve a escuchar la voz, y de repente queda inconsciente. La sombra de una persona lo lleva escaleras arriba.
En el ático, Burke viola a Nathan y, al darse cuenta de lo que ha hecho, disgustado consigo mismo, rompe el brazo de una mecedora y golpea a Nathan en la cabeza con él. La sangre comienza a acumularse en el suelo debajo de la cabeza de Nathan y Burke lo deja en el ático. Cuando Roy y Randy encuentran a Nathan temprano a la mañana siguiente, parece estar muerto. Roy le dice a Randy que continúe y busque a Burke, a quien dice que no cree en este momento sobre lo que sucedió [sobre que Burke pudo ser el causante]. Roy llora una vez que Randy se va, luego Roy también se va. Llega la policía, trayendo al padre de Nathan, quien entre lágrimas cubre el rostro de su hijo con una manta.
Nathan se despierta como si hubiera resucitado de entre los muertos, se levanta y sale de la casa de la plantación. Vaga largo rato todavía aturdido por el golpe en la cabeza. Finalmente, ve a Roy saliendo de la iglesia del domingo por la noche, pero Roy está con su familia, por lo que Nathan deambula un poco más esperando que Roy llegue a casa y esté solo. La madre de Nathan deja a su padre, y Nathan, ahora con la cabeza despejada, encuentra a Roy llorando en el granero donde Nathan durmió mientras se escondía de su padre. Cuando Roy mira hacia arriba, ve a Nathan y lo abraza.
Al final de la historia, Roy está conduciendo el autobús y mira por el espejo a un asiento vacío, pero cuando mira por segunda vez, Nathan está allí sonriéndole.

### Diferencias con la novela
La película se aparta de la novela y deja la impresión (o da a entender) de que Nathan está realmente muerto, y que las escenas anteriores eran una secuencia de sueños de uno de los dos protagonistas, presumiblemente Roy. En el libro esta escena no tiene lugar. Según la novela, los chicos se reúnen en el patio de la iglesia desde donde ambos corren juntos al bosque para hablar sobre las cosas y deciden huir juntos, ya que tanto Burke como Randy los han visto besarse, por lo que ambos chicos suponen que serán descubiertos a sus familias y toda la comunidad. El libro termina con la frase: "Escuchan las voces de las personas que los buscan en el bosque. Se paran y se van. Nunca miran atrás".

## Reparto
- Stephan Bender como Nathan Davies
- Maximiliano Roeg como Roy
- Randy Wayne como Burke, uno de los mejores amigos de Roy.
- Owen Beckman como Randy, uno de los mejores amigos de Roy.
- Thomas Jay Ryan como Harland Davies, el padre abusivo de Nathan
- Diana Scarwid como Vivian Davies, la madre de Nathan
- Rooney Mara como Evelyn, la novia de Roy
- Rickie Lee Jones como la madre de Roy

## Lanzamiento
Dream Boy se proyectó por primera vez en el Festival Internacional de Cine de Berlín en Alemania el 12 de febrero de 2008. Su primera proyección estadounidense fue el 24 de octubre de 2008 en el Festival Internacional de Cine de Chicago. La película fue lanzada en DVD en Norteamérica el 24 de agosto de 2010.
También fue partícipe del Festival Internacional de Cine de Atenas.